# Pointe de Charbonnel
La punta de Charbonnel (en francés: Pointe de Charbonne) es una cima de los Alpes franceses de 3752 m s. n. m.

## Geografía

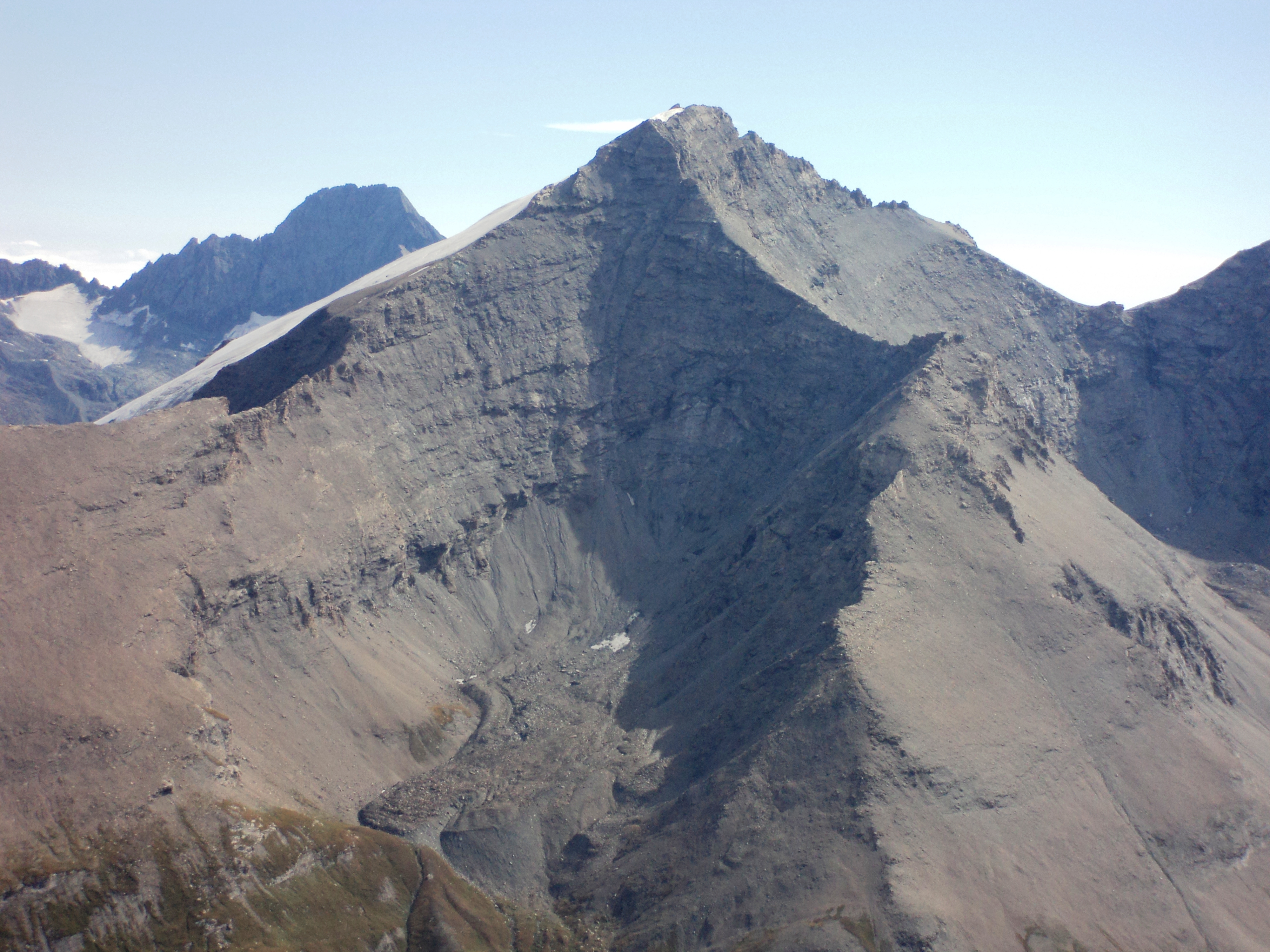
Cara Oeste.

La montaña se encuentra en el departamento de Saboya a lo largo de la divisoria de aguas entre el valle del Avérole y el valle del Ribon, cerca de la frontera de Francia-Italia. Domina el pueblo de Bessans.
Es la cima más alta de la subsección alpina de los Alpes de Lanzo y de Alta Moriana. 
Según la clasificación SOIUSA, el Charbonnel pertenece :
- Gran parte: Alpes occidentales
- Gran sector: Alpes del noroeste
- Sección: Alpes Grayos
- Subsección: Alpes de Lanzo y de Alta Moriana
- Supergrupo: Cadena Rocciamelone-Charbonnel
- Grupo: Grupo del Charbonnel
- Código: I/B-7.I-A.3

## Historia
La cumbre fue ascendida por vez primera el 17 de julio de 1862 por Michel-Ange Foderé, Michel-Antoine Boniface dicho Totogno, Jacques y Marcellin Personnaz.